# Alfa Romeo B.A.T. 9
La B.A.T. 9, Berlinetta Aerodinamica Tecnica n° 9, è l'ultima concept car della serie B.A.T. realizzata dalla Bertone sull'autotelaio dell'Alfa Romeo 1900C presentata al salone dell'automobile di Torino nel 1955.

## Il contesto
Due anni dopo la B.A.T. 5 e uno dopo la B.A.T. 7 al Salone dell'Automobile di Torino 1955 vide la luce la B.A.T. 9. 
Per questa vettura Nuccio Bertone chiese a Franco Scaglione di evolvere i concetti estetici delle B.A.T. 5 e 7, sempre sull'autotelaio dell'Alfa Romeo 1900C, per provare a renderla più simile ad un'auto adatta alla produzione in, sia pur piccola, serie senza smettere di stupire il pubblico dei saloni e l'Alfa Romeo, che quell'anno aveva in programma il lancio della Giulietta berlina e aveva avviato una collaborazione con la stessa Bertone per realizzare le scocche della Giulietta Sprint.
Come le B.A.T. 5 e 7 la vettura venne disegnata da Franco Scaglione, sempre sotto la supervisione di Nuccio Bertone, e realizzata dagli stessi battilastra diretti da Ezio Cingolani, ciò rese la produzione della B.A.T. 9 ancor più semplice e veloce delle precedenti.Il design della B.A.T. 9 risulta più sobrio che, pur mantenendo una stretta parentela con gli stilemi dei modelli precedenti, evidenzia la volontà di renderla più adatta all'uso stradale e vicina allo stile delle Alfa Romeo in commercio, volontà da cui nacquero due pinne più piccole e discrete ma altrettanto sottili.
La carrozzeria, che si prefigge comunque di avere una bassa resistenza aerodinamica, è rifinita in grigio chiaro con interni color tabacco ed è più "piana" delle precedenti ma conserva grandi sbalzi anteriori e posteriori, ruote carenate (solo anteriori), abitacolo "a goccia", e soprattutto pinne sui parafanghi posteriori, anche se rimpicciolite.
Il frontale è un'evoluzione di quello delle B.A.T. caratterizzato anche qui da una presa d'aria sdoppiata tra i parafanghi allungati ma, per la prima volta sulle B.A.T., sono presenti la tipica calandra triangolare Alfa Romeo al posto del particolare "naso" in metallo integrato nella scocca, i fari a vista, montati dentro un alloggio coperto da una palpebra di vetro a filo col bordo superiore dei parafanghi e due accenni di paraurti cromati verticali.
La fiancata di forma ellittica, oltre alle pinne posteriori, è divisa in due da una striscia cromata, sopra cui è applicato lo stemma Bertone col nome del modello davanti alla portiera, lungo tutta la fiancata che ne evidenzia la linea di cintura. Dalla fiancata sono scomparse anche la grande apertura di sfogo dell'aria dietro il passaruota anteriore e la carenatura delle ruote posteriori. L'abitacolo mantiene una forma a goccia molto filante con finestrini laterali meno angolati rispetto al corpo-vettura e un grande parabrezza panoramico col montate rovesciato che si integra perfettamente con un padiglione quasi piatto.
Anche se addomesticata la parte più interessante resta certamente la coda che sfoggia sempre un lunotto diviso in due parti da una pinna dorsale, due "pinne" più basse e sottili senza feritoie, che partono dietro la portiera e si incurvano solo leggermente verso la pinna centrale. Lo specchio di coda è completato da due piccoli fanali circolari integrati nella carrozzeria sopra la linea del paraurti, tracciata unendo le strisce cromate laterali; sotto di essa trova spazio il terminale di scarico cromato e, per la prima volta, un vano porta-targa.
Anche sull'auto più sobria gli interni sono piuttosto semplici con due poltroncine e pannelli delle porte rivestiti in cuoio color tabacco, tappetini blu e un cruscotto con una piccola cupola su cui sono posti gli strumenti di bordo. Il volante a tre razze con corona in legno, gli strumenti circolari, la leva del cambio a cloche e la pedaliera vengono direttamente dall'Alfa Romeo 1900C SS.
Al Salone dell'Automobile di Torino la vettura replicò il successo delle progenitrici colpendo di nuovo il pubblico con la sua carrozzeria aerodinamica più sobria e discreta.

### Dopo il Salone

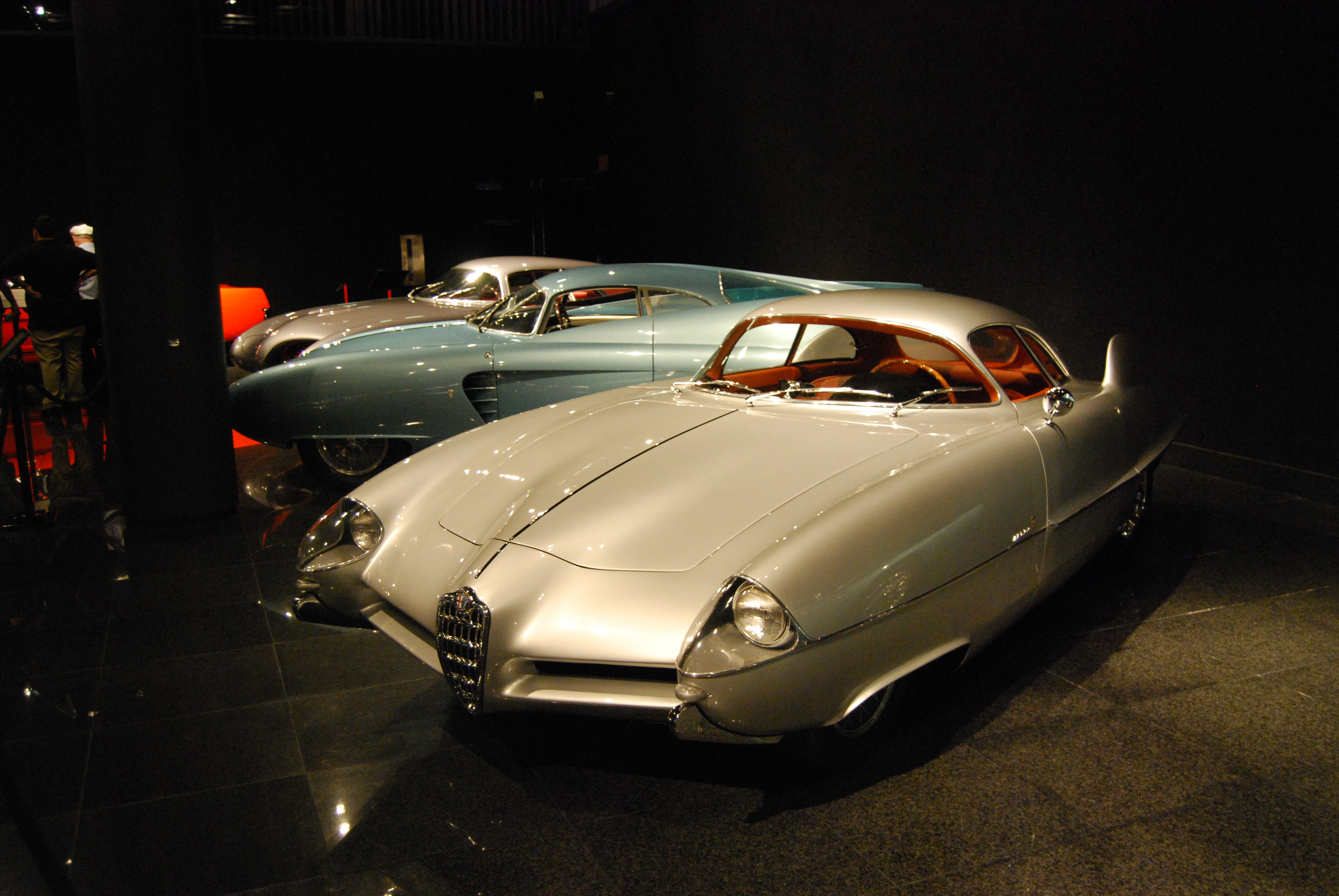
La B.A.T. 9 al Blackhawk Museum, davanti alle sue sorelle B.A.T. 5 e B.A.T. 7

Dopo il Salone di Torino la B.A.T. 9 pare sia arrivata nelle mani dell'importatore e pilota americano di auto europee Stanley "Wacky" Arnolt e dopo qualche tempo riemerse come veicolo pubblicitario per una concessionaria di Plymouth nel Michigan, dove attirò l'attenzione di Gary Kaberle. Sebbene non sapesse esattamente cosa fosse e non funzionasse, il sedicenne Kaberle risparmiò abbastanza denaro per acquistare la B.A.T. 9 nel 1963. Il signor Kaberle, intanto divenuto dentista e marito di una signora di nome Debbie, dopo aver scoperto quasi per caso che cosa avesse tra le mani con decise di tenere l'auto in garage fino al 1989, quando decise di restaurarla con l'aiuto della stessa Carrozzeria Bertone, per fare il suo debutto al pubblico insieme alla B.A.T. 5 e alla B.A.T. 7, 34 anni dopo il Salone di Torino, al Pebble Beach Concours d'Elégance 1989 dove per la prima volta tutte e tre le auto apparvero insieme.
Nel 1991 Kaberle prese la decisione di vendere la B.A.T. 9 al collezionista già proprietario delle precedenti due Berlinetta Aerodinamica Tecnica per far fronte ai costi delle cure sperimentali di cui necessitava la moglie, malata di cancro al seno, regalandole altri due anni di vita.
Dopo essere state esposte tutte insieme al Blackhawk Museum di Danville, California, le tre concept sono state vendute tutte insieme per 14,8 milioni di dollari.
Nel 2008 Gary Kaberle, per ricordare la moglie deceduta, commissionò alla Bertone la BAT 11 dk, Debbie Kaberle, una concept car ispirata alla serie B.A.T. basata sull'Alfa Romeo 8C Competizione, con cui si impegna a raccogliere fondi per la ricerca sul cancro al seno in memoria della moglie scomparsa a soli 39 anni.